# Grein (Austria)
Grein – miasto w Austrii, w kraju związkowym Górna Austria, w powiecie Perg. Leży nad Dunajem. Liczy 2973 mieszkańców (1 stycznia 2015).

Grein
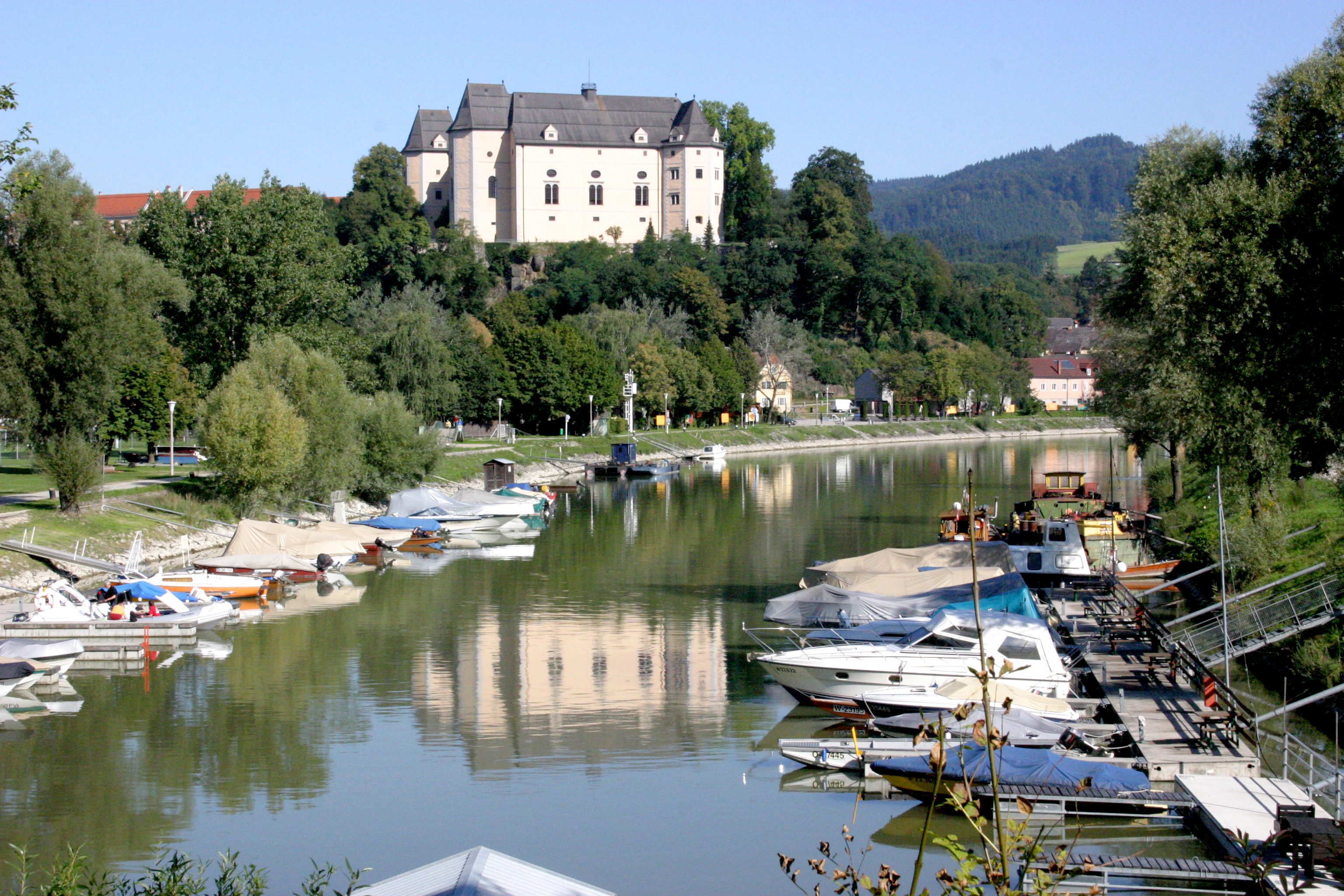
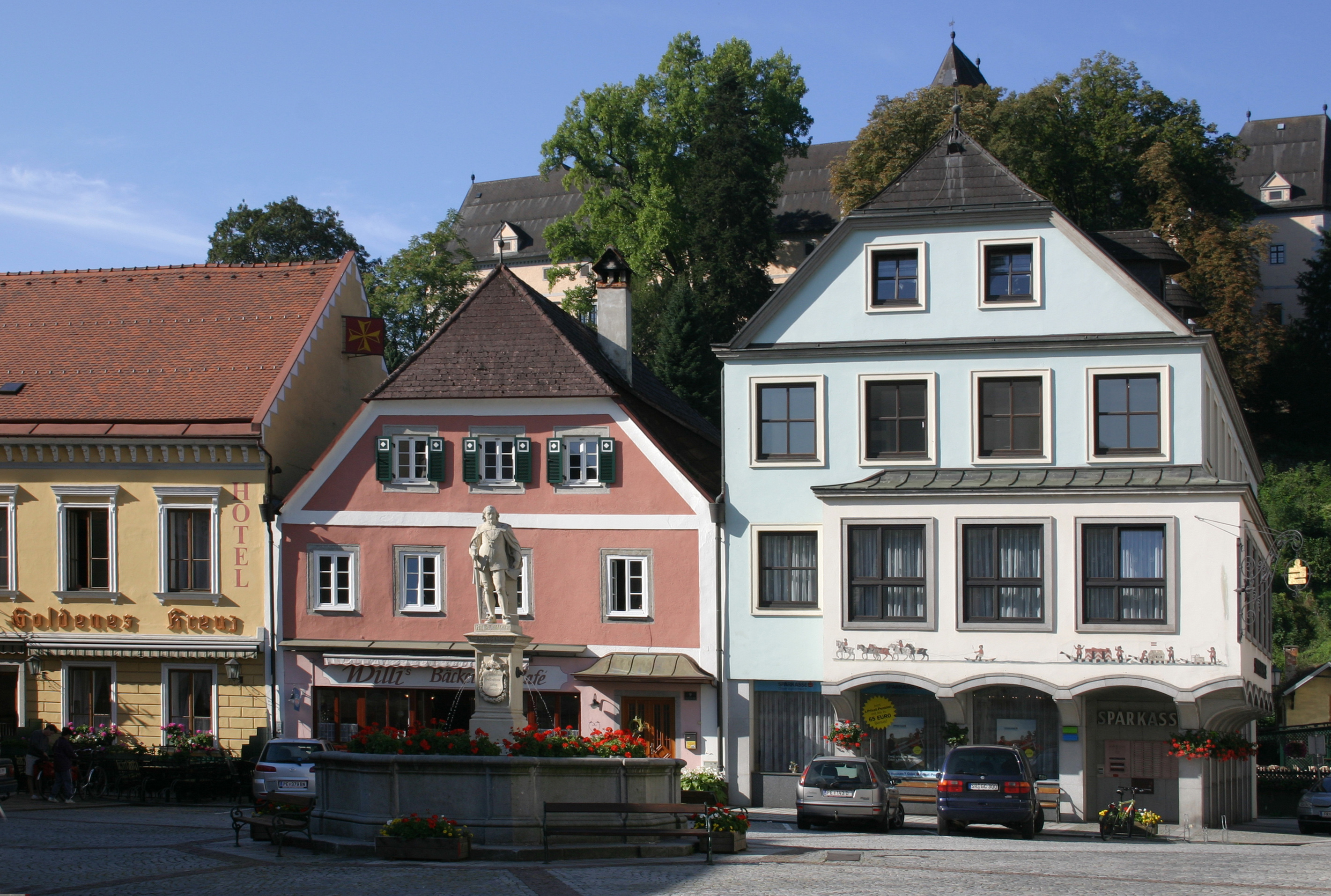
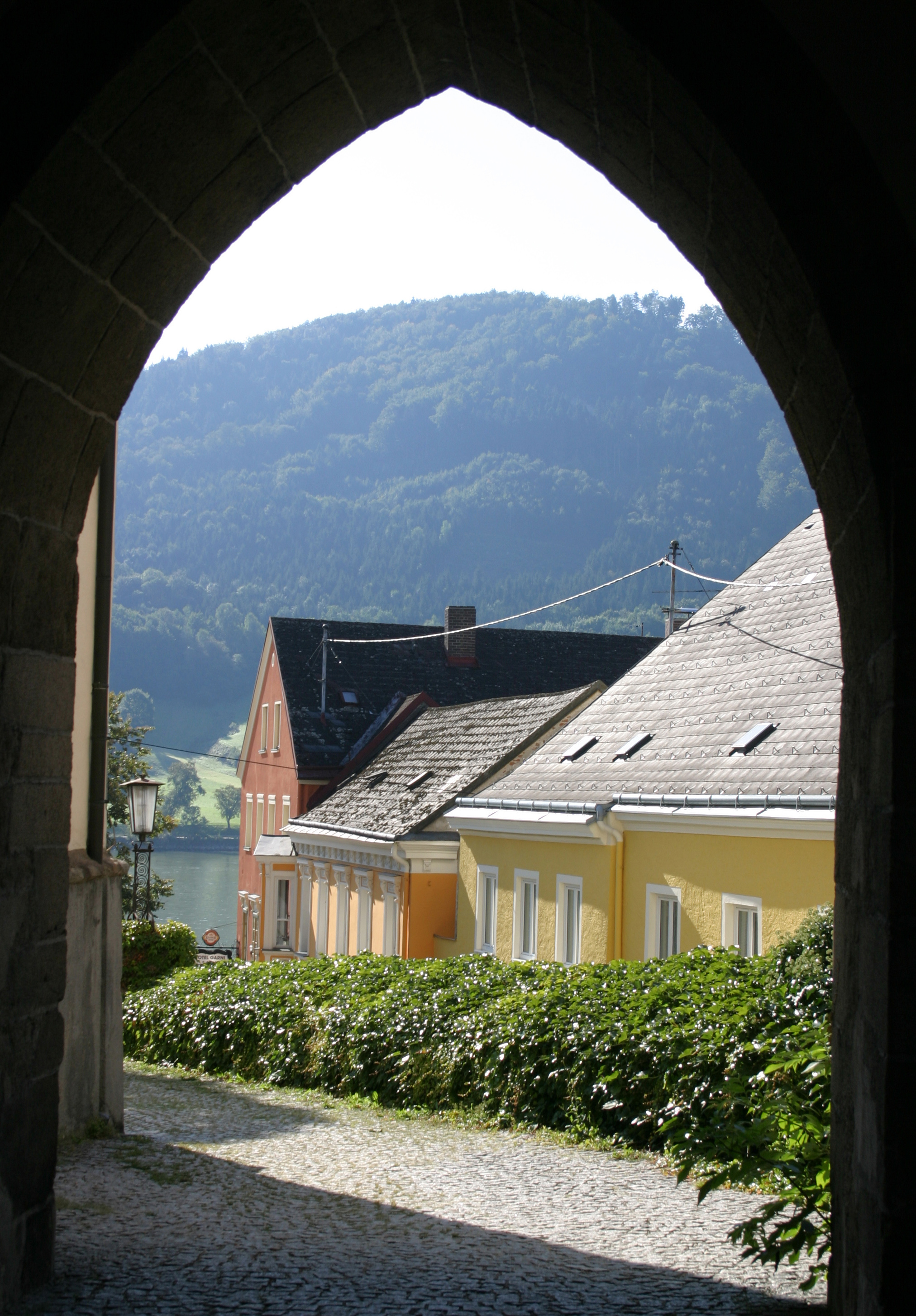
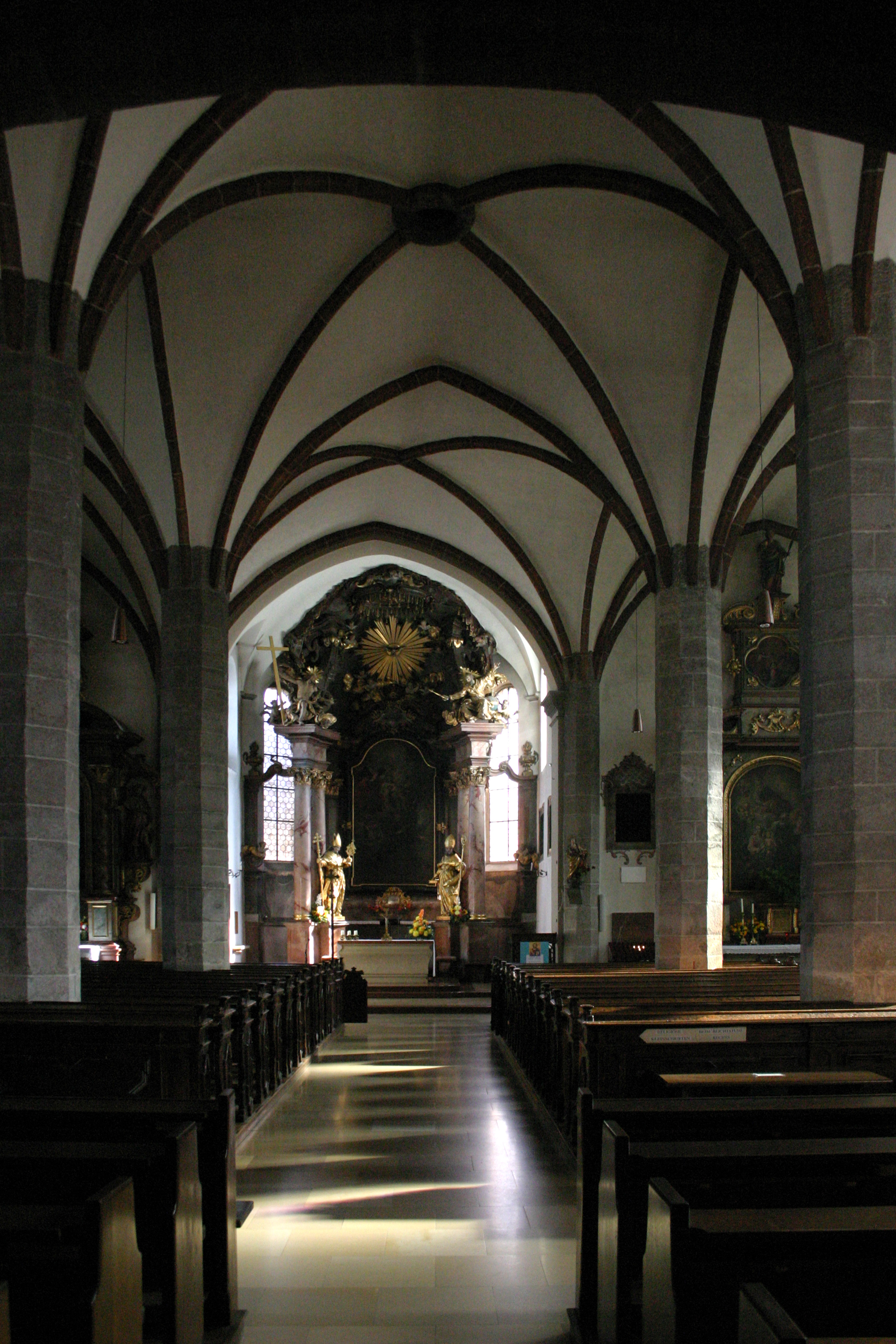
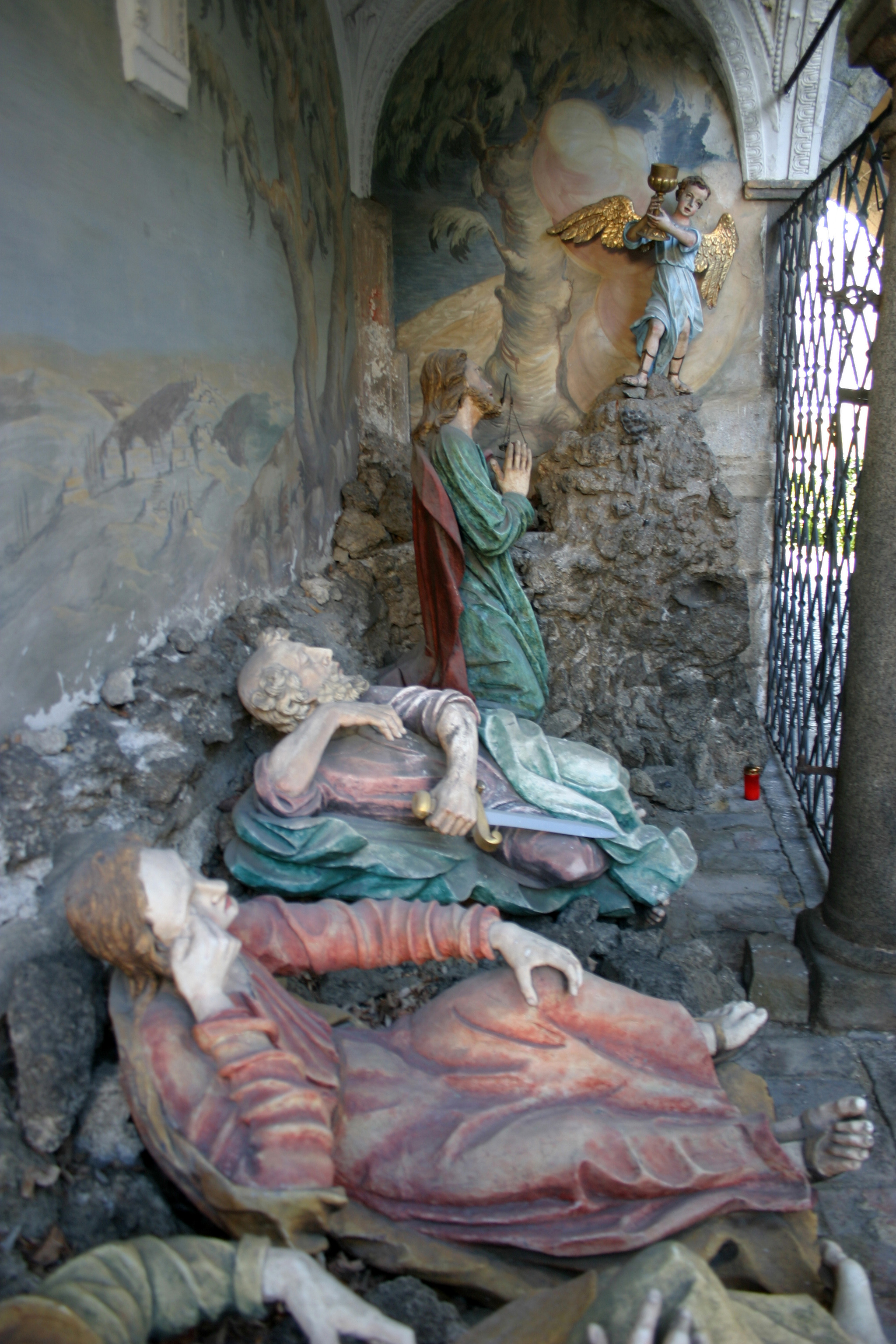

## Współpraca
Miejscowości partnerskie:
- Hluboké u Kunštátu, Czechy
- Neckarsteinach, Niemcy